# Косарев, Владислав Васильевич
Владислав Васильевич Косарев (29 января 1944 — 14 июня 2015) — советский и российский учёный, педагог, врач-профпатолог, профессор Самарского государственного медицинского университета.

## Биография
Родился в РСФСР 29 января 1944 г. в селе Утевка Нефтегорского района Куйбышевской области.
В 1968 году по окончании Куйбышевского медицинского института (КМИ) им. Д. И. Ульянова поступил в аспирантуру на кафедру патологической физиологии того же института. В 1971 году защитил кандидатскую диссертацию на тему «О некоторых факторах, определяющих эффективность газообмена в легких при отдельных формах сердечной и легочной патологии». В 1975 году начал работу на кафедре профессиональных болезней КМИ.
В 1977 г. совместно с профессором В. А. Данилиным дано описание нового вида пневмокониозов от воздействия пыли нерудных строительных материалов — известняково-доломитовой пыли. Это стало темой докторской диссертации «Этиопатогенетические и клинические аспекты заболеваний легких, вызываемых известняково-доломитовой пылью», которую Косарев защитил в 1990 году.
С 1984 по 2015 года возглавлял кафедру профессиональных болезней и клинической фармакологии СамГМУ. В 1984—1989 годах работал проректором по учебной работе, а затем, проректором по научной и инновационной работе. В 1989—2006 годах являлся членом, а до 2011 годах — председателем Диссертационного совета. Руководил защитами многих кандидатских (свыше 60) и докторских (15) диссертаций.
Заслуженный деятель науки РФ (7 апреля 2004 года). Награждён медалью ордена «За заслуги перед Отечеством» II степени (1999).
Скончался Владислав Васильевич 14 июня 2015 года. В 2018 году кафедре профессиональных болезней и клинической фармакологии решением Учёного совета ФГБОУ ВО СамГМУ Минздрава России присвоено имя заслуженного деятеля науки РФ В. В. Косарева, учреждена стипендия имени Владислава Васильевича Косарева.

## Научная деятельность
Является автором многих публикаций в ведущих российских и международных журналах. За его авторством изданы монографии, справочники и руководства для врачей, учебные пособия для студентов и системы последипломного образования, под его руководством подготовлены два издания учебника «Профессиональные болезни», рекомендованные для студентов высшего профессионального образования.
Владислав Васильевич Косарев был основатель Самарской научно-педагогической школы профпатологов, длительное время возглавлял профпатологическую службу в Самарской области, являлся главным внештатный специалист по профпатологии Министерства здравоохранения Самарской области, членом Межведомственной комиссии по охране труда при Министерстве труда, занятости и миграционной политики Самарской области.
Косарев был членом редакционных советов целого ряда научных журналов «Новые Санкт-Петербургские врачебные ведомости», «Санитарный врач», «Медицина неотложных состояний». Большое внимание в своей работе Владислав Васильевич уделял изучению профессиональных болезней своих коллег — медицинских работников, им, впервые в России, издана монография «Профессиональные заболевания медицинских работников» (1998 г.), в которой доказана необходимость разделения профессиональных заболеваний медицинских работников по этиологическому принципу, описаны клинические особенности профессиональных заболеваний медиков, выделены группы риска.
Внёс вклад в разработку наиболее значимых проблем профессиональной патологии в пульмонологии. Большое внимание он уделял изучению возрастных особенностей патологии жизненно важных органов. Он говорил: «Старость это не болезнь, а новое состояние организма, и потому, надо лечить не старость, а именно болезнь».
Биография профессора В. В. Косарева включена в 6-е биографическое издание «Кто есть кто в науке 2002—2003 гг.» (США), биографическим центром Кембриджа (Великобритания) он был назван Учёным международного уровня 2002 г.